# Ернани (опера)
„Ернани“ (на италиански: Ernani) е опера в 4 действия на композитора Джузепе Верди. Либретото е на Франческо Мария Пиаве (Francesco Maria Piave) по драмата „Ернани“ (на френски: Hernani) на Виктор Юго.

## Сюжет

### II действие – „Гост“
Във великолепна зала в замъка на Да Силва дами и кавалери очакват появата на Елвира, която испанският гранд ще поведе към брачния олтар. Някакъв странник моли за подслон. Домакинът благосклонно го посреща. Това е преоблеченият Ернани, който е успял да избяга след поражението на бунтовниците от войските на краля. Виждайки Елвира в сватбена премяна, Ернани разкрива самоличността си. Дългът на гостоприемството е свят за испанския гранд и той предлага подслон и защита на младежа. Елвира и Ернани остават насаме.
Гомес Да Силва заварва бъдещата си жена в прегръдките на друг и предизвиква Ернани на дуел. Младежът не може да вдигне ръка срещу стареца, и така животът на Ернани е в ръцете на Да Силва. Кралят е пред вратите на замъка и предупреждава гранда, че ще си тръгне само или с Елвира, или с Ернани. Според свещените традиции гостът трябва да бъде защитен и Да Силва предава Елвира на Дон Карлос. Чак тогава Ернани разкрива пред Дон Руис, че Дон Карлос е техен съперник. Двамата решават заедно да отмъстят, а след това Да Силва ще поиска живота на Ернани.

### IV действие – „Маската“
В замъка на Дон Хуан Арагонски в Сарагоса сватбения пир е към своя край. Гостите започват да се разотиват. Между тях се забелязва мрачна фигура с черно домино, която бързо излиза от градината. Останали сами – Елвира и Ернани са щастливи. Отдалеч се дочува ловен рог, който все повече се приближава. Появява се Да Силва, който предлага на Ернани кинжал или отрова. Момъкът му дължи живота си. Елвира отчаяно моли за снизхождение чичо си, но той е непреклонен. Ернани избира кинжалът, Елвира пада безчувствена до любимия си.

## Популярни откъси от операта
- Come rugiada al cespite (ария на Ернани от I действие);
- Ernani, Ernani involami (ария на Елвира от I действие);
- Infelice, e tuo credevi (ария на де Силва от I действие);
- Lo vedremo, o veglio audace (дует на Дон Карло и Дон де Силва от II действие);
- O de' verd'anni miei (ария на Дон Карло от III действи);
- Si ridesti il leon di Castiglia (хор на заговорниците от III действие)